# Piero Coppola
Piero Coppola (Milán, 11 de octubre de 1888-Lausana, 17 de marzo de 1971), fue un compositor, pianista y director de orquesta italiano.

## Vida y carrera
Coppola nació en Milán; ambos padres fueron cantantes. Estudió en el conservatorio de Milán, graduándose en piano y composición en 1910.  Para el año 1911 ya estaba dirigiendo ópera en el Teatro de La Scala en Milán.  Ese año escuchó a Debussy dirigiendo sus propias composiciones Iberia y Preludio a la siesta de un fauno en Turín, una experiencia que "tuvo una influencia decisiva en su carrera". Trabajó en Bruselas, Bélgica antes de pasar la Primera Guerra Mundial en Escandinavia.
En 1921 Coppola residió en Londres y más tarde se trasladó a Francia.  Entre 1923 y 1934 fue el director artístico de La voz de su amo, la rama francesa de la compañía Gramophone.  En 1924 Sylvia Beach le pidió que hiciera una grabación de una lectura de James Joyce de Ulises:  Coppola replicó que la grabación tendría que hacerse costeándolo Beach, no llevaría el sello de la Voz de su Amo y no se incluiría en el catálogo.  A finales de los años veinte y treinta Coppola dirigió grabaciones de muchas obras de Debussy y Ravel, incluyendo las primeras grabaciones de La mer de Debussy y el Bolero de Ravel. La forma de dirigir de Coppola obtuvo la admiración de Debussy, aunque el compositor no llegó a oír a Coppola interpretando ninguna de sus obras.  Su obra en el repertorio francés ha sido ampliamente alabada. Sus grabaciones de Debussy han sido descritas como "sin rival en la época", con su grabación en 1938 de Nocturnos considerada una "obra maestra" y entre las primeras grabaciones "más cercanas al pensamiento de Debussy".  Su grabación de Le tombeau de Couperin de Ravel obtuvo el Grand Prix du Disque en 1932.  Coppola también dirigió la primera grabación del Concierto para piano n.º 3 de Prokófiev, con el propio compositor como solista, en junio de 1932.
Desde 1939 en adelante Coppola trabajó en Lausana, Suiza, donde murió.

## Composiciones
Coppola compuso dos óperas, una sinfonía y algunas obras más breves.  Según un artículo del año 1921 en el Musical Times, su música "es todo nervio, y siempre tiene un decisivo carácter rítmico".  El artículo siguió describiendo a Coppola como "(un) músico muy fuerte, (que) ama traducir musicalmente ciertas posturas grotescas y truculentas que él logra hacer muy impresionantes."

## Familia
A pesar de muchas pretensiones sin fundamento, no hay conexiones familiares, que se sepa, entre Piero Coppola y Carmine Coppola o el hijo de Carmine Francis Ford Coppola.

## Primeras grabaciones
- Debussy, La mer, orquesta, 1928[8]
- Ravel, Shéhérazade, Marcelle Gerar (soprano), orquesta, The Gramophone Company, noviembre de 1928, París
- Ravel, Boléro, orquesta, The Gramophone Company, 8 de enero de 1930, París[9]
- Prokófiev, Concierto para piano n.º 3, Serguéi Prokófiev (piano), Orquesta Sinfónica de Londres, HMV, 27–28 de junio de 1932, Londres
- Ravel, Daphnis et Chloé suite n.º 1, Orquesta de la Sociedad de Conciertos del Conservatorio, The Gramophone Company, 1934, París

## Libros
- Coppola, Piero (1982) [1944]. Dix-sept ans de musique à Paris, 1922-1939 (en francés). Ginebra: Slatkine. ISBN 2050002084.